# Nof HaGalil
Pour les articles homonymes, voir Nazareth (homonymie).
Nof HaGalil (« Vue de Galilée »), anciennement Nazareth Illit (« Hauteurs de Nazareth ») est une ville au nord d'Israël situé près de la ville arabe de Nazareth. Sa population (40 800 habitants fin 2007) est composée pour la plupart d'habitants juifs.

## Histoire
La construction de la ville a commencé en 1956 dans le but de développer le peuplement juif de la Galilée. La ville, qui s'est d'abord appelée Qiriat Nazareth, puis Nazareth Illit à partir de 1958, a été construite comme une ville de développement destinée aux nouveaux immigrants de différents pays, comme Beït Shéan ou Karmiel. La ville a été établie en partie sur des terrains appartenant à des propriétaires arabes expropriés, sous la conduite de Mordekhaï Shatner qui était alors administrateur des biens abandonnés.
Elle a été déclarée ville en 1974. Elle change de nom en 2019 pour s'appeler Nof HaGalil et ne plus être confondue avec Nazareth, à l'initiative de son maire Ronen Plot. 

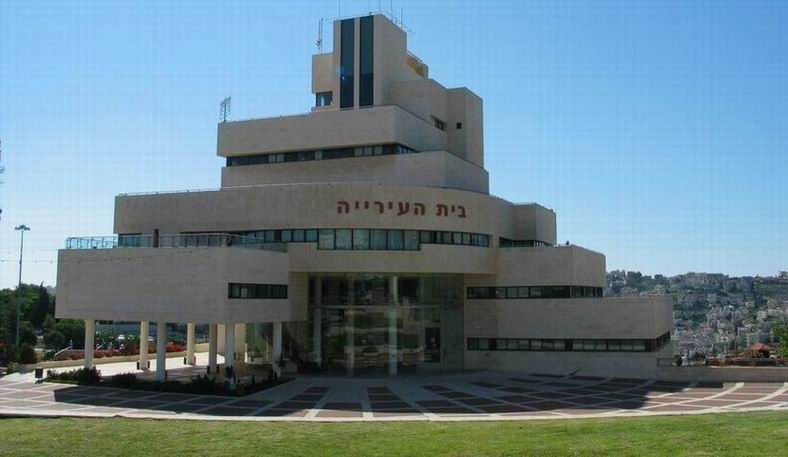
Mairie de Nof HaGalil
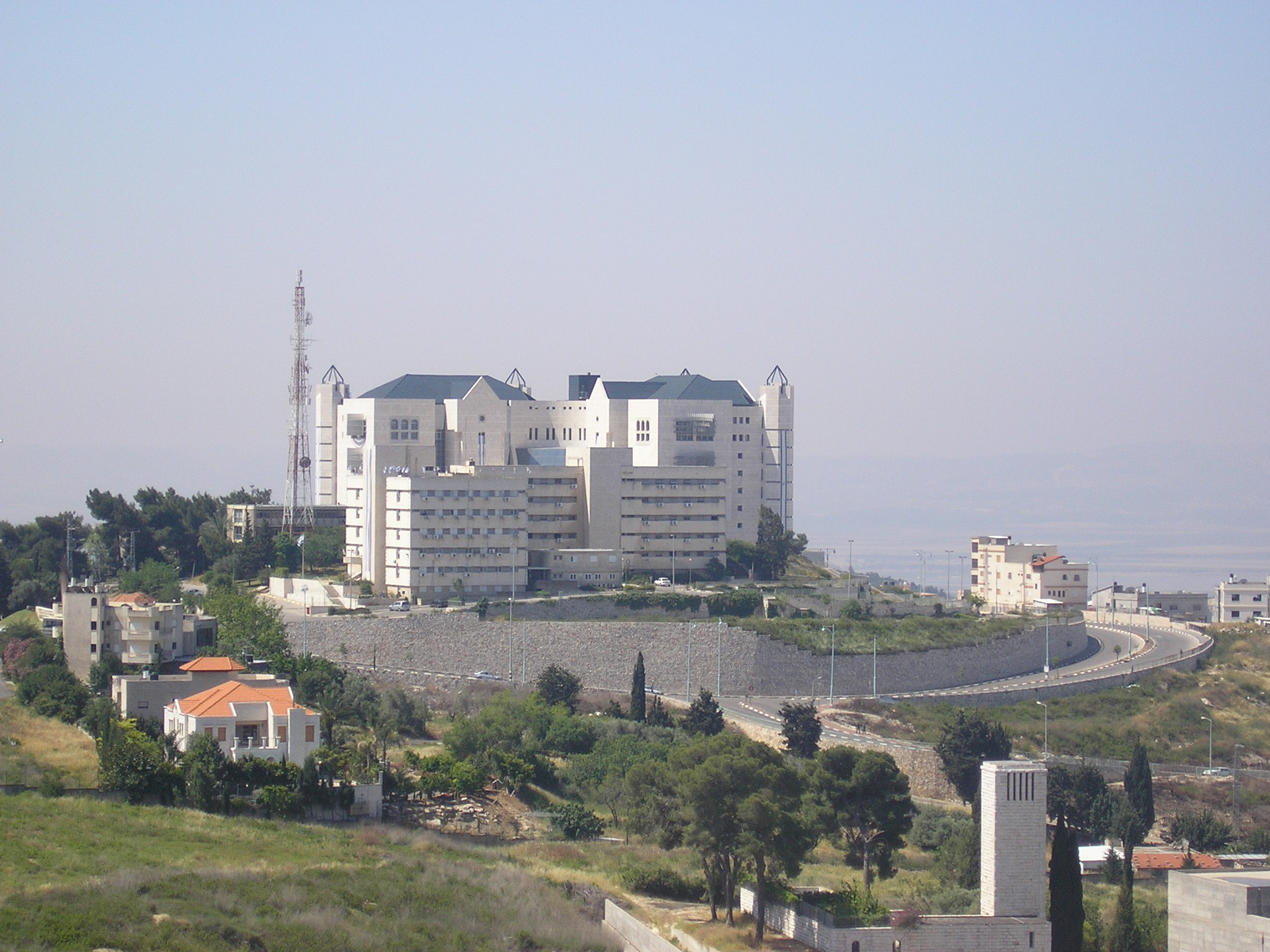
Enceinte gouvernementale à Nof HaGalil, nommé d'après Yitzhak Rabin
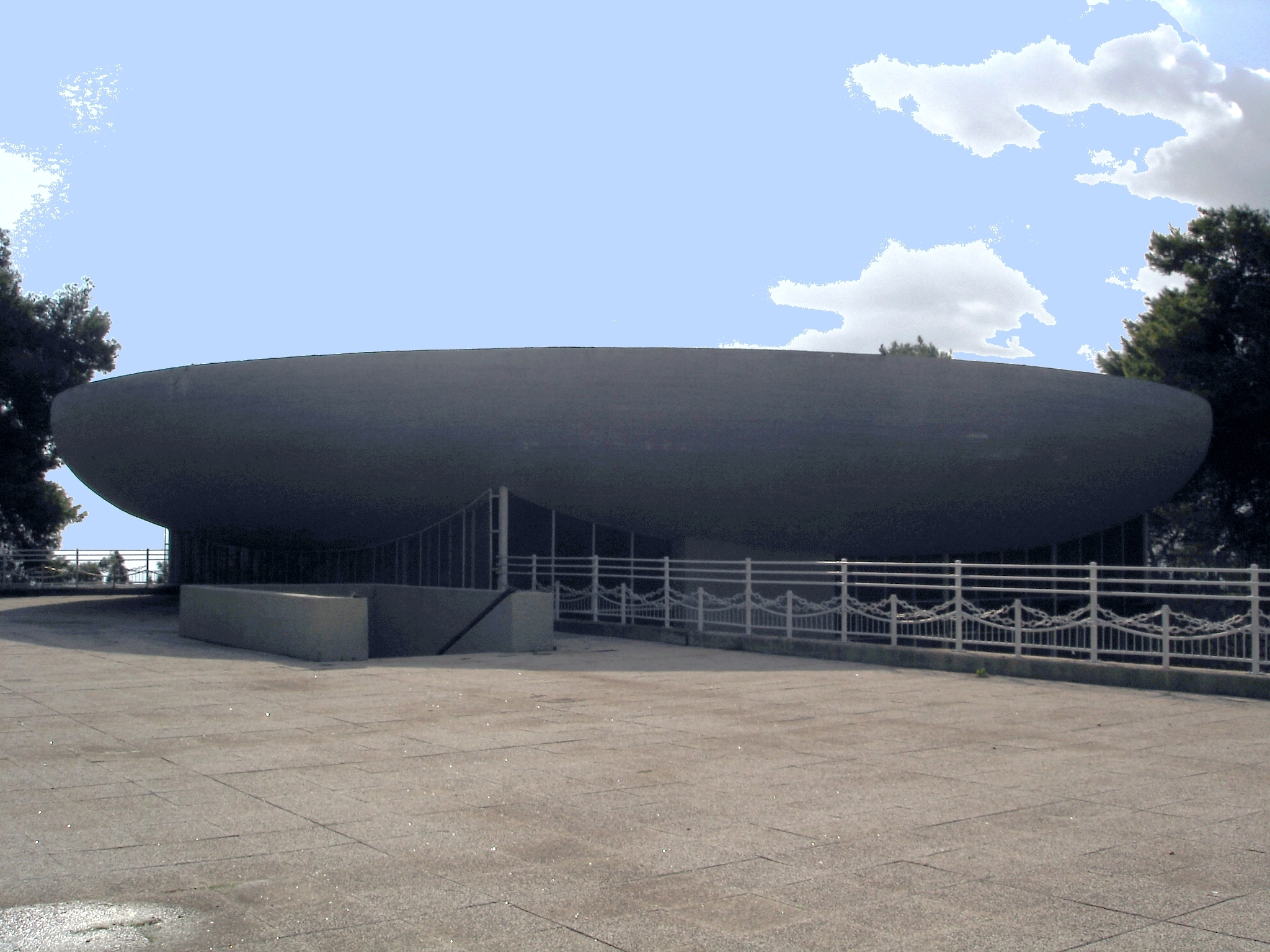
Synagogue centrale de Nof HaGalil

## Jumelages
La ville de Nof HaGalil est jumelée avec :
- Klagenfurt (Autriche) depuis 1992
- Saint-Étienne (France)
- Leverkusen (Allemagne)
- Tchernivtsi (Ukraine)